# أمل نصير
أمل طاهر محمد نصير هي كاتبة وأديبة أردنية وُلدت في 9 سبتمبر 1959، وهي حاصلة على درجة الدكتوراه في الأدب والنقد من الجامعة الأردنية، وتعتبر أول امرأة حاصلة على الدكتوراة من قسمها في الجامعة الأردنية.

## حياتها
وُلدت الدكتورة أمل نصير في 9 سبتمبر 1959 في مدينة إربد الأردنية، وكانت قد أنهت تعليمها الثانوي من مدرسة طبريا بإربد عام 1977، وحصلت على شهادة البكالوريوس في اللغة العربية وآدابها سنة 1982 من جامعة اليرموك، وحصلت في نفس العام على شهادة الدبلوم العالي في التربية، وفي عام 1987 حصلت على درجة الماجستير في الأدب والنقد، وبعد ذلك حصلت على درجة الدكتوراه في الأدب والنقد من الجامعة الأردنية عام 1995.
تعمل الدكتورة أمل محاضرة في جامعة اليرموك منذ عام 1987، وعملت مديرة لدائرة الرعاية الطلابية في الجامعة، وعملت أيضاً نائبة لعميد شؤون الطلبة، وبالإضافة لذلك فهي أحد أعضاء اللجنة المُشرفة على محطة إذاعة اليرموك، وفي الفترة ما بين 2004-2005 عملت في كلية دبي للدراسات العربية والإسلامية، وفي عام 2005 كانت عضوة في هيئة التحرير لمجلة «حوليات التراث» التي تصدرها جامعة مستغانمي بالجزائر، وكانت أيضاً عُضوة في مجلس أمناء جامعة العلوم التطبيقية، وهي تشغل عضوية مجلس الأمناء في جامعة آل البيت منذ عام 2010، وهي عضوة في رابطة الكتاب الأردنيين، والهيئة الإدارية للجمعية الأردنية للعلوم والثقافة، وعضوة في المنتدى الثقافي في إربد، ومركز دراسات المرأة في عمان، والمجلس الدولي للغة العربية في لبنان.
في 23 مايو 2016 قرر رئيس جامعة اليرموك الدكتور رفعت الفاعوري تعيين الدكتورة أمل مُساعداً لرئيس جامعة اليرموك ومديرة لمركز اللغات فيها.
في عام 2010، مُنحت الدكتورة أمل لقب «المرأة النموذج» وجائزته من اتحاد المنتجين العرب لأعمال التلفزيون بالتعاون مع صندوق الأمم المتحدة للسكان، وفي العام نفسه نالت جائزة «الأم المثالية العربية» من دولة الكويت.
وفي 5 سبتمبر 2016، قام عمدة لوس أنجلوس بتكريم الدكتورة أمل بتسليمها شهادة المحافظة؛ لإبرازها الصورة المشرقة للمرآة الأردنية، وتمثيلها لها في مجالات عديدة، وكذلك لجهودها في مجال التعليم في الأردن.

## أعمالها
للدكتورة أمل نصير عدة أعمال أدبية، ومِنها:
- صورة المرأة في الشعر الأموي، المؤسسة العربية للدراسات والنشر، بيروت، 2000.[6]
- العلاقات الأسرية في شعر العصر العباسي، دار الإسراء، عمان، 2004.
- حول نار الشعر القديم - مقاربات نقدية، دار جهينة، عمان، 2005.[7]
- فضاء النص بين إيقاع الشعر وإيقاع العصر، وزارة الثقافة الأردنية، 2014.[8]

## روابط خارجية
- مقالات الدكتورة أمل على موقع عمون نيوز.